# جوزيه غيلبرت هولاند
جوزيه غيلبرت هولاند (بالإنجليزية: Josiah Gilbert Holland) (و. 1819 – 1881 م) هو شاعر، ومؤلف، وروائي، وكاتب، وصحفي أمريكي، كان عضوًا في الحزب الجمهوري، توفي في نيويورك، عن عمر يناهز 62 عاماً.

## التعليم
تعلم في Berkshire Medical College ‏، وEast Texas Baptist University ‏.

## روابط خارجية
- جوزيه غيلبرت هولاند على موقع الموسوعة البريطانية (الإنجليزية)